# سایما واچز
سایما واچز (انگلیسی: Cyma Watches) شرکت ساعت‌سازی سوئیسی است، که در سال ۱۸۶۲ توسط جوزف شواب تأسیس شد.